# Joruma coccinea
Joruma coccinea är en insektsart som beskrevs av Mcatee 1926. Joruma coccinea ingår i släktet Joruma och familjen dvärgstritar. Inga underarter finns listade i Catalogue of Life.